# Kunio Hiramatsu
Kunio Hiramatsu (平松 邦夫, Hiramatsu Kunio), né le 15 novembre 1948 à Amagasaki, est un homme politique japonais.

## Biographie
Il est élu maire d'Osaka en 2007 avec le soutien du Parti démocrate du Japon (PDJ), du Nouveau Parti du peuple et du Parti social-démocrate, en battant le maire sortant de centre-droit, Jun'ichi Seki, par 50 000 voix.
Hiramatsu se présente, sans succès, à sa réélection le 27 novembre 2011, face à l'ancien gouverneur de la préfecture d'Osaka Tōru Hashimoto. Malgré le soutien des deux principaux partis nationaux, le PDJ et le Parti libéral-démocrate, et le fait que le Parti communiste a retiré son candidat pour aider à sa réélection, Hiramatsu perd contre Hashimoto par plus de 200 000 votes.